# Mozzetta

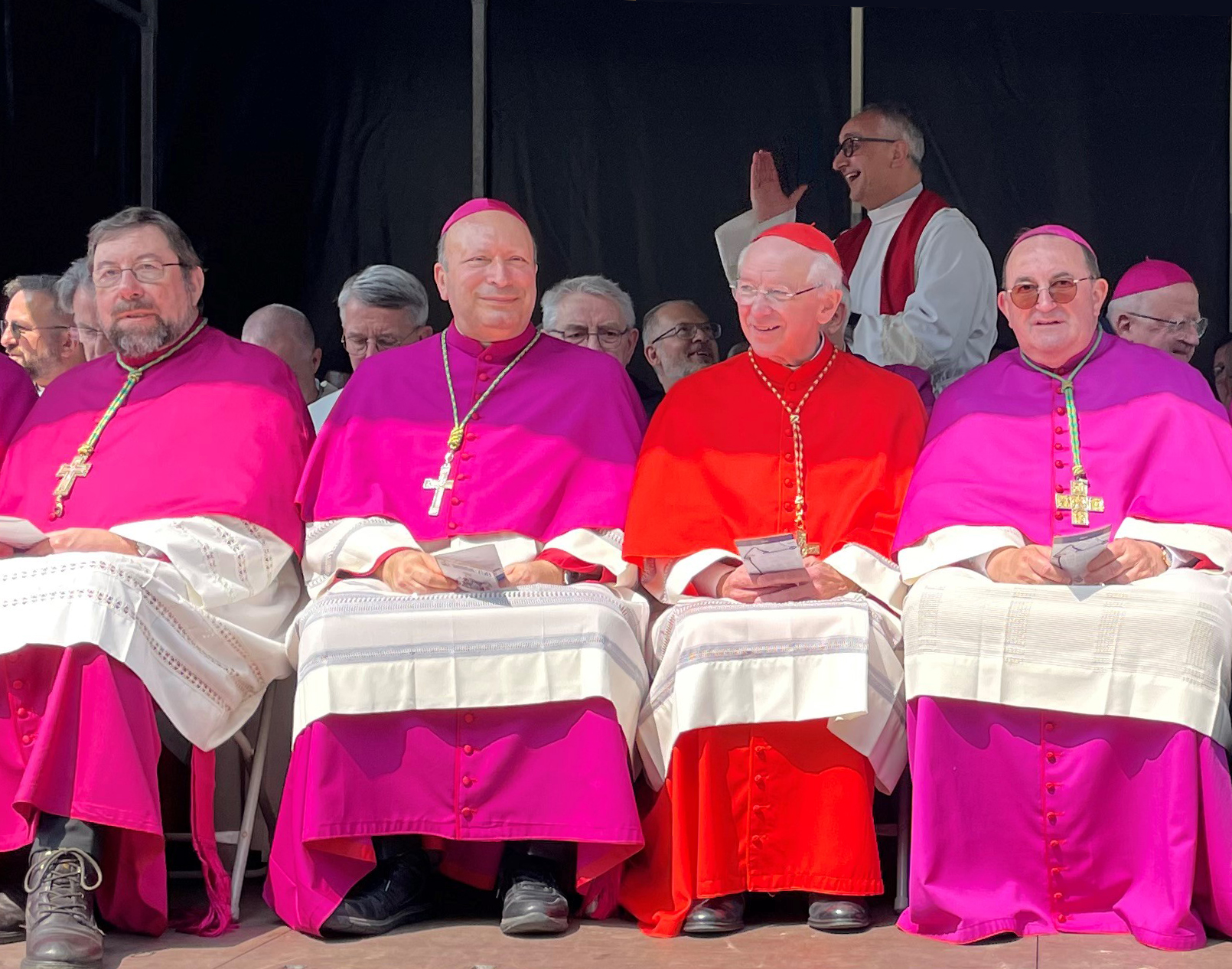
Mozzette vescovili e mozzetta cardinalizia (la seconda da destra).

La mozzetta è una mantellina corta, chiusa sul petto da una serie di bottoni, portata dal clero della Chiesa cattolica sopra l'abito corale. Essa è in uso anche presso alcune confraternite cattoliche.

## Tipi e utilizzo
Per i rettori di una basilica è nera con occhielli, bottoni, bordi e fodera cremisi, per i canonici e i prevosti è nera o grigia con occhielli, bottoni, bordi e fodera violacei. Per alcuni prelati beneficiari e per gli abati titolari è di colore interamente nero. Per i vescovi, come anche per i prevosti ambrosiani, è di colore violaceo (detto tecnicamente color "paonazzo romano"), con occhielli, bottoni, bordi e fodera cremisi; i cardinali la indossano, invece, di colore scarlatto (detto tecnicamente "rosso ponsò" o rosso cardinale).
I nunzi apostolici e alcuni arcivescovi (o per privilegio concesso alla diocesi o ad personam dalla Santa Sede o da consuetudini antiche), la portano di colore paonazzo in seta moiré (con venature simili alle fasce dei cardinali), alcuni arcivescovi la portano di colore rosso cremisi (diverso dal rosso ponsò dei cardinali), in seta normale o moiré, per privilegio concesso dai Pontefici: ad esempio l'arcivescovo metropolita di Udine (che ha ereditato la dignità particolare e primaziale dalla soppressione dell'antico patriarcato di Aquileia, diviso con Gorizia nel XVIII secolo), l'arcivescovo di Vercelli, quello di Salisburgo in Austria, il patriarca di Venezia ed altre sedi di cui si è persa traccia. Tali arcivescovi portavano e portano la talare dello stesso colore cremisi, ed in alcuni casi rari il cordone pettorale in oro e rosso cremisi anziché oro e verde dei vescovi e degli altri arcivescovi.
Per i pontefici, invece, la mozzetta può essere di quattro tipologie differenti:
- in velluto rosso con bordo di ermellino (dal 1º novembre a Pasqua);
- in seta rossa (da Pentecoste al 31 ottobre);
- in damasco bianco con bordo di ermellino (Tempo di Pasqua);
- in damasco bianco senza bordo di ermellino (Tempo di Pasqua).

La mozzetta del papa è l'unica ad essere dotata di un piccolo cappuccio, il cocullo, dopo che per i cardinali e i vescovi è stato soppresso dal Concilio Vaticano II, mentre sussiste per gli abati di vari ordini. L'uso della mozzetta era caduto parzialmente in disuso con papa Giovanni Paolo II, che indossava solo il modello di raso rosso e, nel corso degli anni, ne ridusse l'utilizzo limitandolo ad alcuni eventi particolari, come ad esempio la Via Crucis al Colosseo. Papa Benedetto XVI riprese un uso più ampio della mozzetta e reintrodusse i modelli in velluto con bordo di ermellino; ampliò inoltre l'utilizzo di quella in damasco bianco con l'ermellino, indossandola da Pasqua a Pentecoste e non solo nella Settimana in Albis come era in uso fino a Paolo VI. Il 15 ed il 16 dicembre 2005, per le due udienze agli universitari ed alle Forze Armate, Benedetto XVI utilizzò una inedita mozzetta di velluto rosso non bordata di ermellino. Benedetto XVI indossò a partire dalla Pasqua del 2011 anche una mozzetta di damasco bianco senza ermellino, per i periodi più caldi del periodo pasquale. Papa Francesco decise di non indossare nessuna mozzetta, nemmeno affacciandosi al balcone della loggia centrale della Basilica di San Pietro dopo l'annuncio della sua elezione nel 2013, contrariamente a quanto fatto dai suoi predecessori. Papa Leone XIV ne ha poi ripristinato l'uso dopo la sua elezione nel 2025.

## Galleria d'immagini

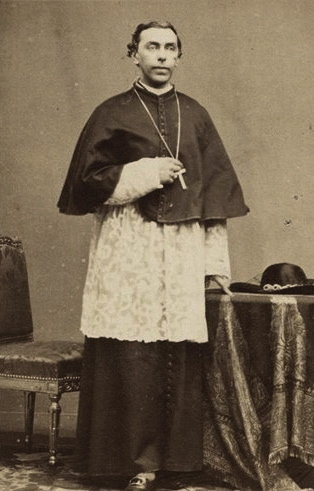
Il presbitero Louis-Gaston de Ségur indossa la mozzetta
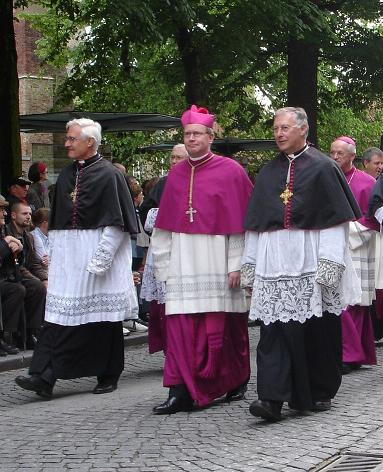
L'allora vescovo (oggi cardinale) Wim Eijk indossa la mozzetta episcopale, mentre due canonici, uno alla sua destra e l'altro alla sua sinistra, indossano la mozzetta nera con occhielli, bottoni, bordi e fodera violacei
Il cardinale William Goh Seng Chye indossa la mozzetta cardinalizia
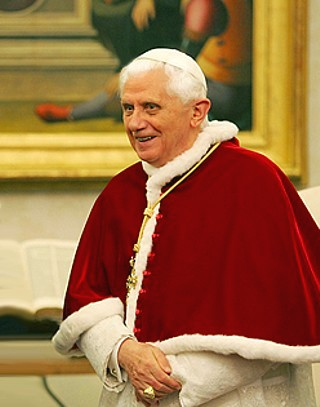
Papa Benedetto XVI con la mozzetta di velluto rosso con bordo di ermellino
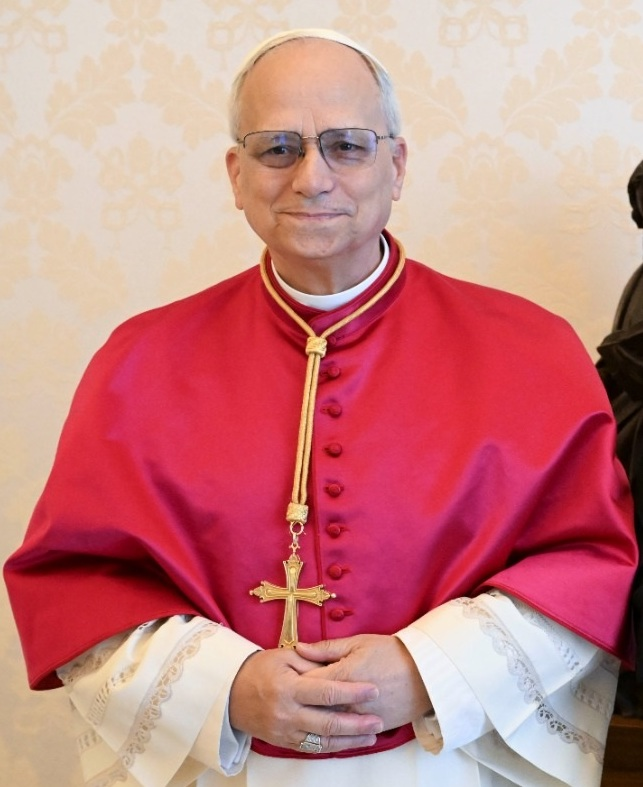
Papa Leone XIV con la mozzetta di seta di raso rosso
Diagramma raffigurante l'abito corale del papa durante il tempo di Pasqua con la mozzetta in damasco bianco con bordo di ermellino e il camauro
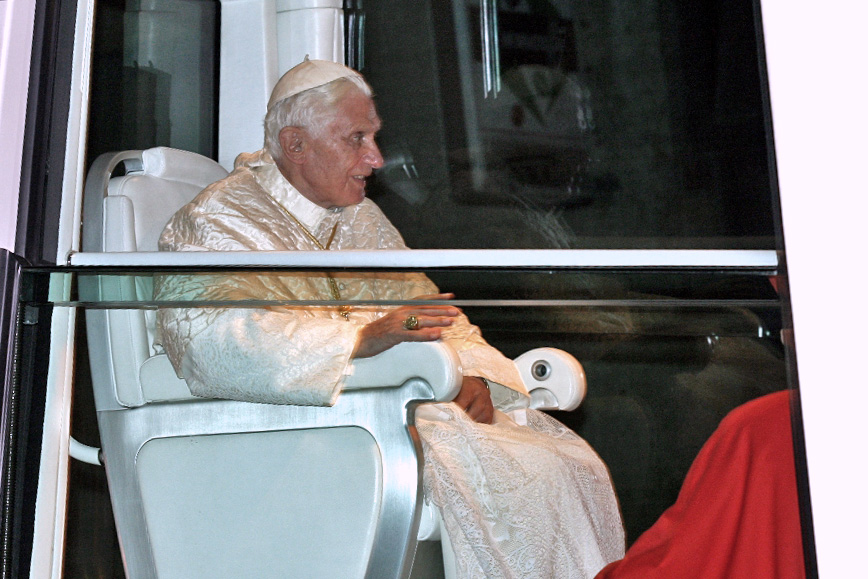
Papa Benedetto XVI con la mozzetta di damasco bianco senza bordo di ermellino
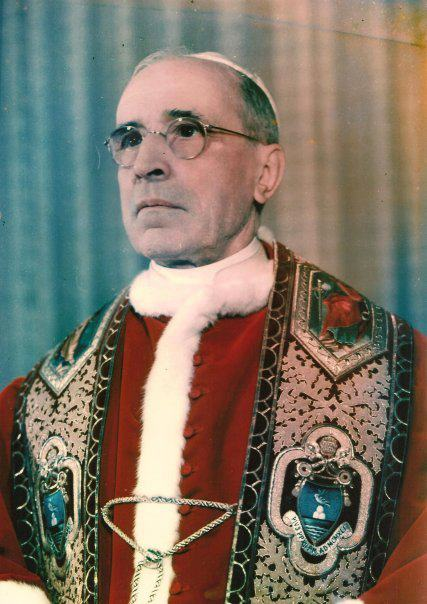
Papa Pio XII nel 1953 indossa la mozzetta di velluto rosso con bordo di ermellino e la stola
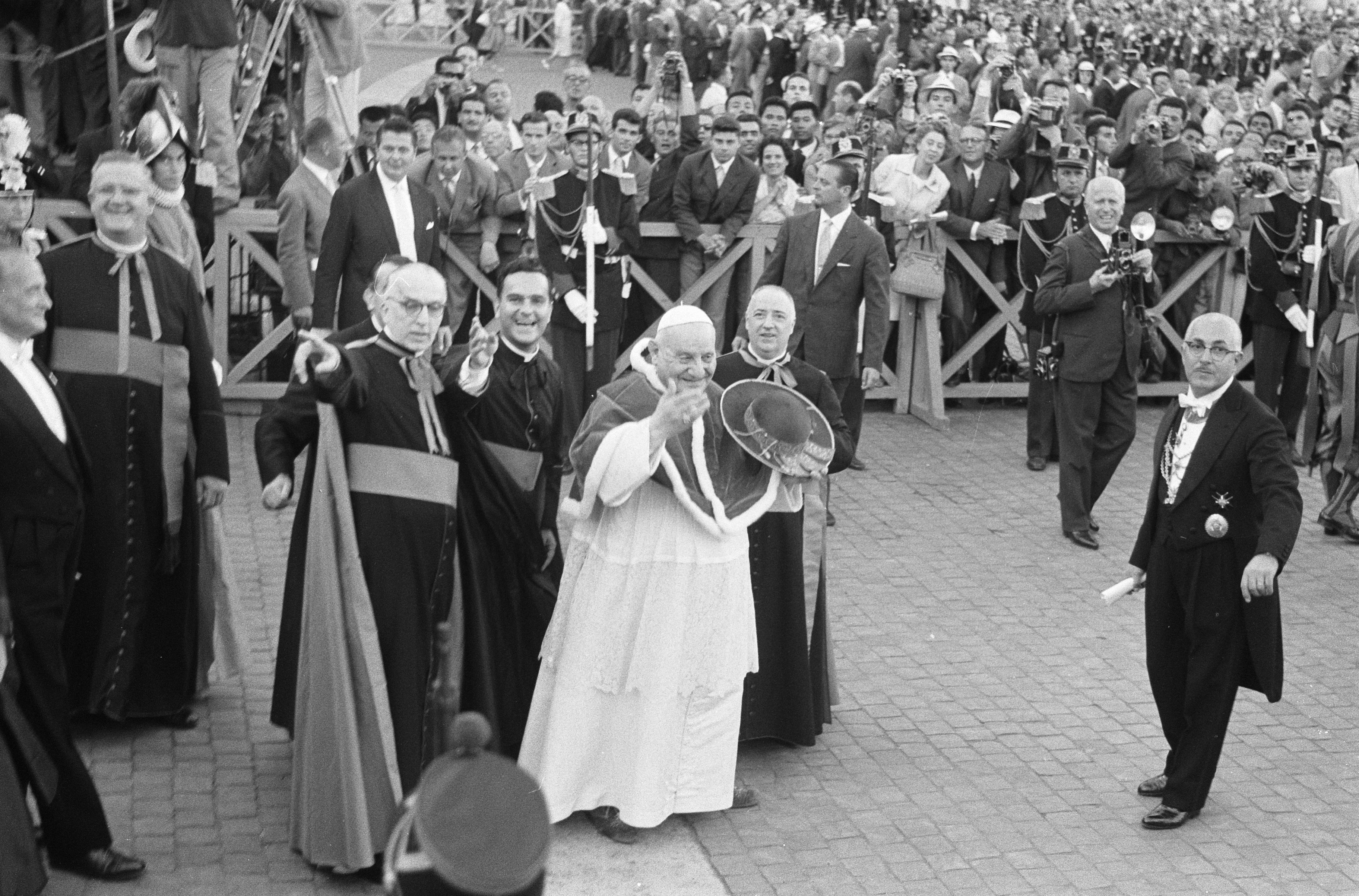
Papa Giovanni XXIII indossa la mozzetta di velluto rosso con bordo di ermellino il 28 agosto 1960 in occasione dei Giochi Olimpici di Roma
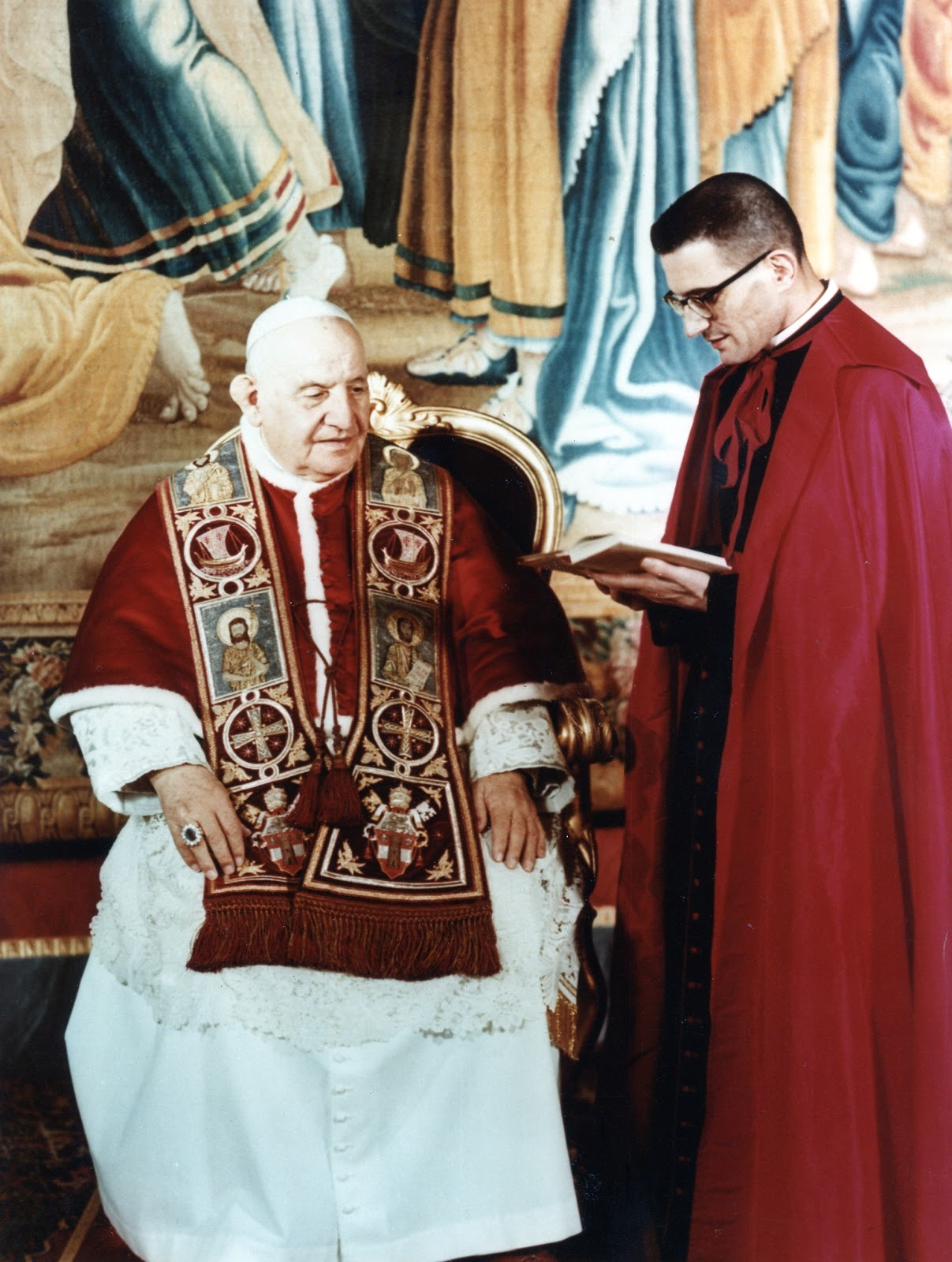
Papa Giovanni XXIII indossa la mozzetta di velluto rosso con bordo di ermellino e la stola
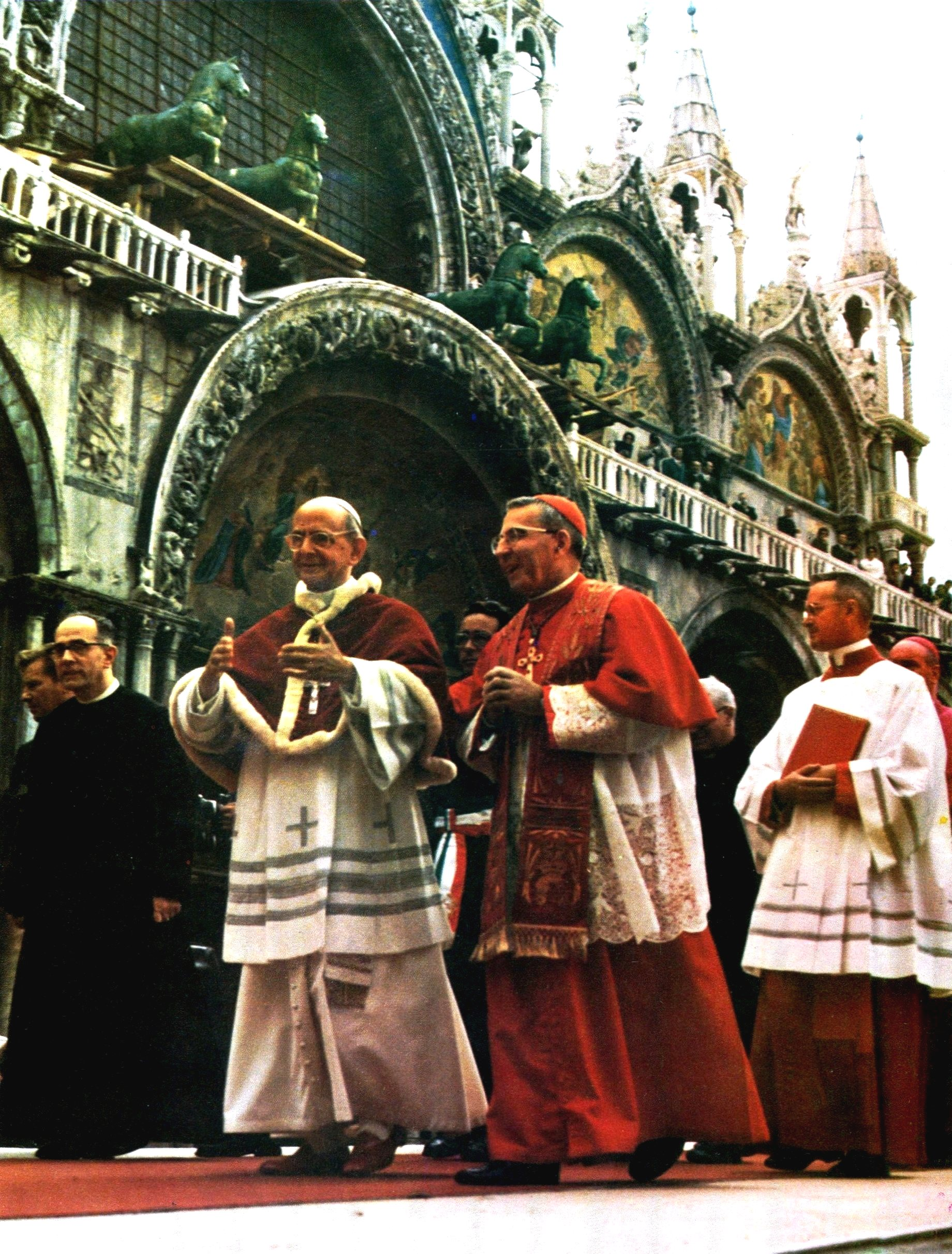
Papa Paolo VI indossa la mozzetta di velluto rosso con bordo di ermellino il 16 settembre 1972 in occasione della sua visita a Venezia
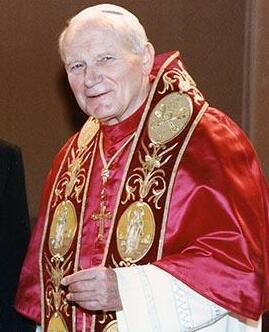
Papa Giovanni Paolo II con la mozzetta di seta di raso rosso
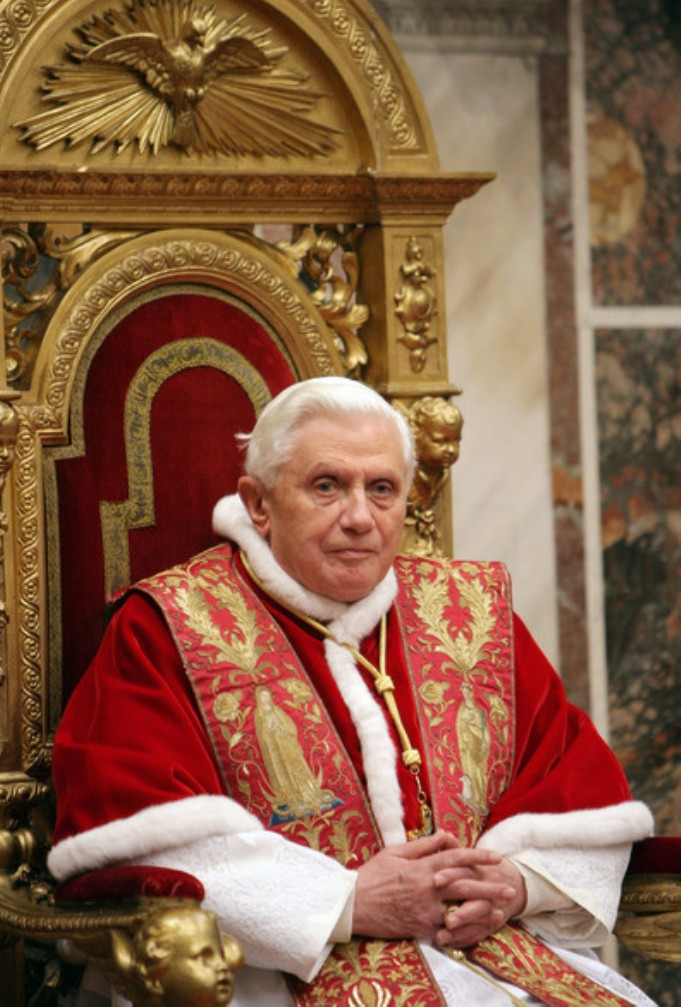
Papa Benedetto XVI indossa la mozzetta ornata di ermellino durante un'udienza al Palazzo Apostolico